# 激突! 殺人拳
『激突! 殺人拳』（げきとつ! さつじんけん、The Street Fighter）は、1974年の日本映画。主演：千葉真一、監督：小沢茂弘、製作：東映。91分。フォーマットはカラー、画面アスペクト比はシネマスコープ（2.35:1）。『殺人拳シリーズ』の第一作。

## 概要
空手・拳法の達人で、プロフェショナルの活躍を描いた物語。本作は日本国内だけでなく海外でも大ヒットし、千葉真一が海外でSonny Chibaという通称で、知名度を高めた作品である（ ⇒ #興行）。既に東映は千葉を主演に据え、空手の達人が活躍する『ボディガード牙シリーズ』を1973年に製作。本作はこれに続く格闘映画である。突き技・蹴り技にアクロバティックな宙返りをする千葉のアクションと、手甲に手裏剣を内蔵した装いにより、非情なプロフェッショナルの主人公は次作以降も踏襲されている。ヒロインに中島ゆたか、相棒に山田吾一、最強の敵に石橋雅史、主人公を正義へ導く武道家に鈴木正文らを配役。剛柔流の山口剛玄と鈴木が撮影協力していることから、劇中随所で剛柔流の型を観ることができる。

## ストーリー
剣琢磨は、ラクダの張を相棒に、非合法なビジネスを生業としている。ある日、道場破りや他流試合で7人を殺し、福岡の刑務所に収監されている志堅原楯城の脱獄を請け負う。教誨師に化けた琢磨は、死刑執行直前の楯城<と対面。琢磨を武道の達人と気づいた楯城は、この世の名残という理由で、琢磨に戦いを挑む。格闘の末、琢磨は楯城の項部へ中指一本拳を打ちこむ。一定時間を経過すると、仮死状態になる秘技で、絞首刑になる直前に楯城は倒れる。山崎所長と立会人の横山参事官は執行を取りやめ、かすかに息があるので、救急搬送をした。琢磨とラクダは救急車を襲い、楯城の奪還に成功する。
都内マンションの一室に剣琢磨を訪問した志堅原楯城の弟・義順と妹・奈智は、兄の行方を尋ねるが、琢磨から残りの報酬を払えと迫られる。兄妹はもうお金がないので値引きを頼むが、約束が違うと琢磨は怒り、奈智を残金の代わりにしようとする。義順は奈智を守ろうとするが、琢磨にかなわない。それでも挑み続ける義順は琢磨に躱され、マンションの窓から転落して死亡した。
剣琢磨は志堅原奈智を牟田口興産に売りつけ、奈智は香港へ飛ばされた。同社社長・牟田口連蔵から小切手300万を受け取った後、香港から来日している客人・楊紀春と梁東一を引き合わされる。彼らはベルネラ石油社長令嬢、サライ・チュアユットの誘拐を企んでいた。サライの父・ハメットは脳溢血で突然死去。正武館の館長・政岡憲道と師範代・土田鉄之助は、ただ一人の後継者・サライを巡って様々な利権・陰謀が蠢くことを予見し、彼女を守るべく体制を固めていた。その正武館と対峙するために、牟田口・楊・梁は琢磨を雇おうとする。梁の入れ墨を見つけた琢磨は、香港に拠点を置くマフィア・五竜会がバックにいるとたちどころに認識した。琢磨は報酬後払いを承諾せず、このオファーを蹴り、誰にも言わないと去っていく。しかし企みを知られた以上、楊は梁に命じて、琢磨を葬ろうとする。梁率いる殺し屋集団がトレーニング中の琢磨を襲撃。全員を容易く返り討ちにした琢磨は、五竜会をぶっ潰すと宣言した。
正武館に乗り込んだ剣琢磨は、政岡憲道に決闘を申し込む。門下生を次々倒し、政岡と互角の戦いをする琢磨。政岡は中国大陸で拳法師範・剣霊山と知己を得ており、その息子ではないかと気づく。戦い後、琢磨は五竜会がサライ・チュアユットを狙っている以上、護衛だけでなく、五竜会を潰す必要があり、そのためには裏稼業の自分が適役と言い、改めて「蛇の道は蛇」と自らを売り込む。サライは琢磨を拒むが、土田鉄之助は「一人でも多く、腕の立つ者が味方にほしい」と考え、政岡は琢磨を信じて、仲間に加える。
香港では五竜会のボス・キングストーンが牟田口連蔵から連絡を受け、九竜暗黒街を牛耳るディンサウに剣琢磨抹殺の相談をしていた。五竜会を振り回す琢磨に興味を抱いたディンサウは報酬を積まれたこともあり、仕込杖の盲狼公、怪力のムスカリ、ナイフ投げの猿道子ら、配下の殺し屋を引き連れ、自ら日本へ乗り込むと決めた。暗黒街へ戻ったディンサウは警官隊を撃退する志堅原楯城を気に入り、囲っている遊女をあてがうが、楯城はその中に麻薬漬けの奈智を見つける。義順が死にその後の事情を知った楯城は奈智を見受けする代わりに、どんな仕事でもやるとディンサウに申し出る。ディンサウは琢磨と志堅原兄妹の因縁を不思議な巡り合わせと思いながら、琢磨抹殺のために兄妹を日本へ連れていった。
ベルネラ石油副社長のアブダル・ジャードが、サライ・チュアユットを迎えに部下・バヤンを来日させていた。サライとバヤンが乗る車を追跡する剣琢磨とラクダ。しかし牟田口連蔵の部下・大島たちの妨害に遭い、サライを見失う。大島たちを片付けた琢磨は牟田口興産に向かうが、ムスカリが行く手に立ちはだかる。死闘の末、宙返り蹴りと目潰しでムスカリを倒した。社長室に入ると、牟田口は見つからず、代わりに志堅原兄妹がいることに驚く琢磨。楯城は琢磨に襲いかかりながら、サライが伊豆にある牟田口の別荘に拉致されたことを教える。琢磨は志堅原兄妹を振り切り、伊豆へ向かった。
翁長と韓仙岳に護衛されたサライ・チュアユットは伊豆に到着。しかしバヤンは裏切り、護衛は盲狼公らに殺され、サライは囚われの身となる。そんなサライを牟田口連蔵の部下で女好きのボンドが襲い掛かる。危うい瞬間、剣琢磨が助けに来てボンドを倒す。サライはそれまで嫌っていた琢磨を信用するようになり、指示に従って逃げることを決意。琢磨はサライとラクダの張を逃がすために、一人残って牟田口連蔵の部下たちと戦う。そこへディンサウが現れ、一対一の決闘が始まった。途中、楊紀春が銃をぶっぱなし、決闘を止めさせ、琢磨を木に縛り、サライの居場所を聞き出そうとする。琢磨は頑として言わない。銃殺される寸前、ラクダが戻ってきた。琢磨を救うためにラクダは、サライを五竜会に渡してしまう。ラクダが喋ったのに琢磨を射殺しようとする楊。ディンサウはおれが殺るといい、縛られていた縄を青龍刀で斬り、琢磨は谷底の川に突き落とされた。重傷を負った琢磨はラクダに助けられるが、止めるのを聞かず、サライの探索へ旅立つ。
サライ・チュアユットを拉致した楊紀春が神戸港に現れ、剣琢磨も追う。そこに盲狼公が立ちはだかる。ラクダのアシストもあり、盲の刀を叩き追って倒した。しかしラクダは斬られて絶命する。サライは神戸沖に停泊するベルネラ石油のスーパータンカー「プリンセス・サライ号」に連行された。そこで副社長のアブダル・ジャードに、自身の全資産を譲るという書面にサインすることを強要される。一連の会社乗っ取り計画はアブダル・ジャードの企みであり、父・ハメットもジャードによって殺害されていた。全てを知ったサライは「殺して財産を奪え」と言い放ち、署名を頑なに拒む。
剣琢磨は小舟でプリンセス・サライ号へ近づき、侵入。五竜会の一員を次々なぎ倒していく。やがて神戸沖は暴風雨が吹き荒れ始める。楊紀春は琢磨が来ることを予感し、ディンサウは琢磨のような男を後継者にしたいと考えており、志堅原楯城に琢磨を倒せば、おまえに譲ると発破をかける。琢磨は牟田口連蔵、楊、バヤンを抹殺し、サライ・チュアユットが閉じ込めらえている船室へ向かう。キングストーンは拳銃を撃ちまくり、琢磨を仕留めようとする。ディンサウはキングストーンの射撃を止めさせ、琢磨と楯城の因縁から、彼らを決闘させたいと言い出す。キングストーンは呑気だと拒むが、ディンサウが楯城が負けたら、おれが戦うと宣言し、強引に認めさせる。琢磨はサライを解放する条件付きでこの決闘を受けた。
嵐が吹き荒れる甲板に、剣琢磨と志堅原楯城の出てきて、決闘が始まる。壮絶な突き蹴りが行きかう、互角の戦いが展開される。業を煮やしたキングストーンは琢磨の足を不意に撃ち抜いた。ディンサウは信義を破ったキングストーンを斬殺。返す刀でアブダル・ジャードも斬ってしまった。動きが悪い琢磨を見た志堅原奈智が、琢磨に抱きついて動きを封じる。「あたしの体ごと刺してー！」と叫ぶ奈智。琢磨を倒したい一心の楯城は、釵で奈智を通して琢磨を突き刺した。奈智は絶命し、琢磨は致命傷を負って倒れる。楯城は琢磨に一撃を突き刺し、絶体絶命。続いて止めの突きを楯城は放つが、琢磨は寸前で躱し、楯城の喉笛をつかんで引きちぎり、倒した。
重傷を負っている剣琢磨、彼を立ち上がらせたディンサウ、サライ・チュアユットの3人は、暴風雨の中を立ち続けていた。

## キャスト
- 千葉真一 - 剣琢磨

非合法な稼業をするプロフェショナルで、その名は裏社会で「不可能を可能にする男」と知られている。空手・拳法・手裏剣の達人。釵など武具も使いこなす。トレーニングを欠かさず、類まれなる身体能力の持ち主でもある。志堅原楯城は首里手・那覇手のほか、太極拳も極めているとみているが、琢磨は「おれに流派は無い」と言っている。父親・霊山は拳法と空手の融合を目指す武道師範で、正武館の館長・政岡憲道と旧知の仲であった。憲兵隊にスパイと疑われて銃殺刑となった霊山は、まだ幼かった琢磨に「人を信じるな。頼りになるのは自分の力のみ。強くなれ！」と言い残しており、今日まで彼が生きる上での指針となっている。ビジネスで交わした契約を遵守し、後から変えようとする行為をことのほか嫌う。自分を信用しない相手とは取引をしない。あわよくばベルネラ石油の資産を狙っている。非情なだけではなく、ラクダが死んだときは大いに落涙した。
- 中島ゆたか - サライ・チュアユット

マレーシアの石油王でベルネラ石油社長・ハメットの一人娘。日本に留学しており、正武館にホームステイしている。ベルネラ石油の経営権と遺産を狙われる。初めは剣琢磨を軽蔑していたが、その仕事ぶりで考え直し、会社を守るため、琢磨に身を委ねようとする。
- 風間千代子 - 楊紀春

香港マフィア・五竜会の幹部で、キングストーンの片腕。射殺することに躊躇がない残忍な性格。
- 志穂美悦子 - 志堅原奈智

志堅原楯城・義順兄弟の妹。2人の兄と同様、沖縄空手の使い手。楯城と共に剣琢磨を憎悪している。
- 山田吾一 - ラクダの張

剣琢磨を「大人」と呼んで慕う中国人。人柄は朗らかで明るい。軽快に動き、食事・洗濯から雑用までこなす相棒である。格闘はからっきしだめ。バールを手にすると一般人を倒せるが、空手修練者には負ける。トラック・ボート・オートバイなど運転する。琢磨のトレーニングには楽なやり方で付き合い、補助する。
- 川合伸旺 - 土田鉄之助

正武館の師範代。温厚な人物で、政岡の指示のもと、サライ・チュアユットを護衛する。
- 汐路章 - 梁東一

五竜会の殺し屋で、楊紀春の手下。
- チコ・ローランド - ボンド

黒人の牟田口連蔵の手下。女好きで志堅原奈智やサライを襲い、すぐズボンを脱ぐが、いずれも失敗に終わる。
- トニー・セテラ - アブダル・ジャード

ベルネラ石油の副社長。会社乗っ取りを計画し、五竜会や牟田口興産を操る。
- オスマン・ユセフ - キングストーン

五竜会のボス。普段は香港在住。アブダル・ジャードの依頼で、サライの誘拐を企む。
- 千葉治郎 - 志堅原義順

志堅原楯城の弟で、奈智の兄。沖縄空手の使い手。
- 唐沢民賢 - 山崎

志堅原楯城が収監されている刑務所の所長
- 川谷拓三 - 大島

牟田口の部下。
- 白川浩二郎 - 陳刑事

香港警察の刑事で、ディンサウを逮捕したい。
- 鳥巣哲生 - 刑事A
- 溝口久男 - 猿道子

ディンサウ子飼いの殺し屋。ナイフ投げの達人。ボスであるディンサウの悪口を聞いただけで、殺しをする。伊豆で正武館の韓に倒される。
- 岩尾正隆 - 嵯峨

牟田口連蔵の部下。志堅原奈智に麻薬を注射した。
- 野口貴史 - 横山

志堅原楯城の死刑執行に立ち会った参事官
- 金田治 - 刑事B
- 栗原敏 - 罹宗明

タンカーで警備をする五竜会の一員
- 佐藤好将 - 文凌雲
- 春田三三夫 - 郭桂龍
- 酒井努 - 田徳山

牟田口連蔵の手下だが、梁東一指揮のもと、剣を襲う。
- 福本清三 - 呉善公

牟田口連蔵の手下だが、梁東一指揮のもと、剣を襲う。
- 笹木俊志 - 林伯仲
- 小峰一男 - 広田

志堅原連蔵が死刑執行直前に倒れ、救急搬送した隊員。
- 志茂山高也 - 趙英達
- 大矢敬典 - 許南仁
- 片桐竜次 - 花田

牟田口連蔵の手下。
- 藤沢徹夫 - 宮本

牟田口連蔵の側近。
- 前川良三 - 野島
- 矢野幸男 - 松本
- 疋田泰盛 - 神田
- 森源太郎 ： 憲兵
- 長良俊一 - 琢磨（少年時代）
- 石橋雅史（空手） - 志堅原楯城

沖縄空手の達人で死刑囚。今の空手は遊びと断じ、空手には殺すか殺されるしかないという考えの持ち主。自身の脱獄を依頼した弟・義順の死、妹・奈智が香港に売り飛ばされ、その仇と原因が剣琢磨にあると思い、つけ狙う。
- 角友司郎（空手） - 翁長

正武館の門弟。盲狼公に倒される。
- 原田力（レスリング） - ムスカリ

ディンサウ子飼いの殺し屋。坊主頭で怪力の大男。
- 風間健（キックボクシング） - 韓仙岳

正武館の門弟。猿道子と相討ちになる。
- 山本麟一 - 九龍のディンサウ

首切り人の異名を持ち、九竜暗黒街を牛耳るギャング。女衒や殺し屋を稼業としている。自身も青龍刀や武術の達人。戦いの際には正々堂々を重んじる。それを楊紀春は「悪い癖」と言っている。
- 遠藤太津朗 - バヤン

ベルネラ石油の重役。アブダル・ジャードと共謀し、会社乗っ取り計画に参加。
- 天津敏 - 盲狼公

ディンサウ子飼いの殺し屋。盲目ながら、仕込杖から繰り出す居合術の達人。仕込杖を蹴られると怒り、容赦なく斬りつける。
- 渡辺文雄 - 牟田口連蔵

観光会社・牟田口興産の社長で、裏の顔は暴力団の組長かつ五竜会の幹部。
- 鈴木正文 武術指導 特別出演（日本正武館） - 政岡憲道

正武館の館長。空手道の達人で、瓦25枚を一撃で粉砕する技量の持ち主。サライ・チュアユットには「おじさま」と頼られている。剣琢磨と戦い、その稀なる天分を見抜く。琢磨の父親と交友していたこともあり、人としても琢磨を信頼している。
- 協賛 - 山口剛玄（全日本空手道連盟代表）

※キャストロールに表記

## スタッフ
- 監督 – 小沢茂弘

- 企画 – 松平乗道
- 脚本 – 高田宏治・鳥居元宏
- 撮影 – 塚越堅二
- 照明 – 金子凱美
- 録音 – 格畑学
- 美術 – 鈴木孝俊
- 音楽 – 津島利章
- 編集 – 堀池幸三
- 進行主任 – 俵坂孝宏
- 助監督 – 皆川隆之
- 記録 – 梅津泰子
- 装置 – 稲田源兵衛
- 装飾 – 山田久司
- 美粧結髪 – 東和美粧
- スチール – 木村武司
- 演技事務 – 饗庭益雄
- 衣裳 – 岩逧保
- 擬斗 – 上野隆三（ジャパンアクションクラブ）
- 特技 – 宍戸大全
- 製作 – 東映

## 製作

### 企画
『東京-ソウル-バンコック 実録麻薬地帯』（1972年）のシナリオハンティングで香港を訪れた高田宏治は、当地の映画館でカンフー映画を観賞した。東映京都撮影所へ戻ってから「香港にとんでもなく面白い映画がある」と彼方此方に伝えたので、スタッフ内では高田の土産話で持ち切りとなる。京撮側の説明を聞いても今一つどんな作品か理解できなかった岡田茂 (東映) は、日本国内で一般公開される前の『燃えよドラゴン』（1973年）を観劇する機会に恵まれ、試写会へ向かう。観終ると岡田は、日本映画の国内市場が年々縮小していた事情を踏まえ、カンフーをカラテに置き換えて製作すれば、香港との合作や海外セールスも見込めると考えた。この時の試写には岡田から呼び出された鳥居元宏もおり、後に鳥居は高田と共同で本作の脚本を執筆することとなる。
一方、宣伝担当の福永邦昭は製作のきっかけを、『東京-ソウル-バンコック 実録麻薬地帯』のバンコックロケの途中に香港へ寄った際、ゴールデン・ハーベストのプロデューサーとブルース・リーに会っていた。日本で知られていないカンフー映画やリーの人気ぶりを肌で感じた福永は、リーが千葉真一の大ファンであることを知り、共演できるかもしれないと今後を見据える。しかし帰国して10日後にリーの訃報を聞く。その後ゴールデン・ハーベストは『ドラゴン怒りの鉄拳』の日本上映権を格安でセールしてきた。フィルムを取り寄せ、社内試写で岡田茂に見せると「これなら千葉でやれる」と即決されたので、京撮で準備に取りかかったと証言している。

### 脚本
剣でも銃でもなく、殴打技や蹴り技などの格闘にアクロバティックなスタントが加えられたアクション映画は、器械体操で鍛えた身体を持ち、空手道の有段者である千葉真一に打ってつけの企画となる。高田宏治と岡田茂は千葉の担当プロデューサーである松平乗道に、海外合作と東南アジアでのセールスを見込める脚本を書くよう指示した。香港を舞台に国際ギャングと千葉が戦い、そこに各国の空手の使い手が入り乱れる準備稿が用意される。香港との合作を目論み、企画を統括する渡邊達人・高田・松平は、現地のゴールデン・ハーベストと交渉するが、合意に至らなかった。脚本は国内を舞台としたものに書き直され、予算は大幅に縮小。製作陣は何とか当初の案を少しでも反映させるよう、知多半島観光協会とタイアップを試みる。しかし予算の復活が見えてきたクランクイン直前に、「東映と提携しても観光に効果がない」と断られた。当初よりスケールは縮小されたものの、千葉ら出演者によるカラテアクションはド迫力の内容に仕上がっている。

### キャスティング
剣琢磨（千葉真一）にとって最大の強敵となる志堅原楯城には、いろいろな俳優をリストアップしたものの空手の達人という設定で難航したが、剛柔流八段・極真空手七段で大山道場と極真会館の師範代を務めていた石橋雅史に決定。演劇を中心に活動していた石橋は映画界で無名だったものの、1973年の『ボディーガード牙 必殺三角飛び』で千葉演じる主人公との決闘シーンが評価され、千葉自ら石橋に本作の出演を打診した。千葉にとって石橋は、大山道場での先輩にあたる。千葉や小沢茂弘の要望で石橋は格闘シーンに全て立ち会うなど、スタッフとしても貢献した。石橋も思い入れのある作品として本作を挙げている。政岡憲道の配役は実際に空手を駆使するため、俳優よりも本職の空手家のほうがリアルになるという小沢の考えで、高岩淡に鈴木正文を紹介してもらい、キャスティングされた。小沢は本作を「全身全霊を込め、必ず当たるというつもりで作った一本」と述懐している。
当初ヒロインには愛知県小牧市在住の高校3年生で、史上初めて高校生でミス・インターナショナル1974の日本代表に選ばれていた賀小美（樹れい子）が決定していた。千葉と並んで撮った写真もある。ところが諸事情あって製作発表会見の前日1973年11月6日、賀小美が降板した。

### 撮影
1973年の年末から撮影が始まり、1973年11月7日製作発表会見、1973年11月15日、東映京都撮影所でクランクイン。
12月26日に剣琢磨と志堅原楯城が大型タンカー甲板上で決闘するラストシーンを撮影。暴風雨の中で戦う演技のやり直しがきかないことから、午前中に演出プラン、画コンテ、リハーサルなどに費やし、午後に決闘シーンが撮られた。演出プラン時のスタンドインは、千葉真一を春田純一、石橋雅史を井上誠吾が担当し、とても寒くて大変だったと語っている。放水による豪雨と大型ファンの強風はそれぞれ複数を設置し、電弧による稲妻などで暴風雨を再現されているが、演じていた千葉・石橋・志穂美悦子はびしょびしょに濡れ、放水は耳へ浸入し、その冷たさに五体の感覚は薄れていた。石橋はあまりの冷たさで指が動かないことから、事故を避けるために釵の擬斗を途中で止める。ジャパンアクションクラブのメンバーが千葉や石橋にブランデー入りの紅茶を渡してくれても、全く寒気が収まらなかった。当初のプラン通りに演技できなかったものの、過酷な状況が想定外の劇的効果を生み出すこととなり、フィルム編集の妙と相俟って、ラッシュプリントでは凄絶な決闘シーンが描写されていた。翌27日の午前2時に撮影終了し、千葉・石橋らは制作部の用意していた風呂に直行したが、浸かったらすぐに「（温度差で）両手両足の指先に、いきなり針を差し込まれたような激痛を感じた」と石橋は述べている。

## 興行

### 国内
日本でのキャッチコピーは「俺も悪党！だが許せない奴らがいる」。国内公開すると、ヤクザ映画が下火である東映にとって久々の大ヒットをした作品となり、計4作の『殺人拳シリーズ』として製作されていく。千葉真一・志穂美悦子・石橋雅史ら出演者とスタッフで、丸の内東映劇場を皮切りに東京都内と大阪市内の東映直営館を廻り、壇上で空手の型を演武したり、話談をした。昭和30年代のような映画産業全盛期を髣髴とさせる溢れんばかりの観客が集まり、東映の調査ではラストの決闘シーンは観客満足度100％を示していた。
日本公開の予告編BGMには、『現代やくざ 血桜三兄弟』、『日本女侠伝 激斗ひめゆり岬』の一部が使われた。
DVDは東映ビデオが2006年12月8日から販売している。

### 海外
アメリカ合衆国ではニュー・ライン・シネマがもともとワーナー・ブラザースの『ザ・ヤクザ』に刺激され、やくざ映画の購入に東映へ来ていた。ところが本作を観て心変わりし、千葉真一を「ブルース・リー以上だ。素晴らしい」と評して、興行権を買い取った。1974年11月12日から『The Street Fighter』というタイトルでセントルイス・アトランタ・ニューオーリンズ・ワシントンD.Cなど、主にアメリカ合衆国中南部の都市18館で封切公開した。日本映画としてアメリカで初めて興行収入が100万ドル以上を記録している。
同時期に上映されていた『エアポート'75』『オデッサ・ファイル』『星の王子さま』などの大作を押さえ、3週間でベスト5に躍り出て、千葉の代表作の一つとなった。そして『The Street Fighter』は、アメリカ合衆国で最も権威のある総合情報週刊誌『Variety』が、日本映画を初めて掲載した作品にもなった。この成功により1975年1月下旬からは、ブロードウェイ (ニューヨーク) のRKO劇場やマンハッタンでも上映された。過去の日本映画で比較的入ったといわれる『砂の女』や、ニューヨーク・タイムズなどの批評欄をにぎわした黒澤明の作品でさえ、アートシアター系で上映された程度であった。本作はアメリカ合衆国だけでなく、ヨーロッパ・オーストラリア・カナダの映画会社からも買い付けを受けた。海外で大ヒットした要因として「ブルース・リーの舞踊劇的な功夫と違い、ワザと力がより本物に近く、迫力がある」、「器械体操を利用した、トランジスター的器用さが面白い」と、複数要因を挙げられている。
多くのアメリカ人からファンレターをもらった千葉は実際の反響を知りたくなり、ニューヨークへ視察に行った。現地の劇場では、配給元であるニュー・ライン・シネマはストリートファイトしている集団を映し、そのうちの一人が「ちっちっ、こんなことで驚くんじゃねえぜ。日本から、どえらい奴が来たんだぜ」というセリフを言う独自のイントロ映像を加えて流し、その後に本編が始まる趣向となっていた。千葉がセントラル・パークでジョギングの後にストレッチをしていたら、3,4人の黒人が近づいてきた。治安が良くないニューヨークなので千葉も警戒していたら、"Are you Sonny Chiba?" "Yes." "Oh my god!" と、たちまち10人ぐらい集まり、サイン攻めとカラテを見せることになった。

## 影響
千葉真一のカラテ映画がアメリカ合衆国でとてもブームになっており、カラテ専門家筋から「Sonny Chibaの、空手は本物」という批評を、大山倍達は（当地で）聞かされている。ブラジルで千葉のカラテ映画が当たってる時に磯部清次は「おまえ、千葉真一だろ？」と頻繁に声をかけられるので、便乗して「そうだ。千葉だ」と答えていた。英国放送協会（BBC）のドキュメンタリー番組『Japanorama』では、2007年4月9日に「Densetsu（Legends）」（伝説）をテーマにした回で、千葉と共に本作の特集が組まれ、放送された。
キアヌ・リーブス、クエンティン・タランティーノ、リュ・スンワンは、らが千葉真一の熱狂的ファンで本作の魅力を語り、反映させている。リーブスは「『激突! 殺人拳』からアクションと芝居を学んだ。僕は映画用のカンフーならできるけど、サニー千葉は実際に人をボコボコにできる。情熱を感じる」と受けた影響を語っており、主演映画『ジョン・ウィック』のプロモーションで来日した2015年10月に千葉と待望の対面を果たした際には、"Oh my god!" を連発、固い握手を交わし、「ハジメマシテ、マエストロ（巨匠）！」と挨拶。「あなたはキャラクターを演じるだけでなく、そこにアクションを盛り込んだ。屈強なキャラクターにもあなたが演じると心が感じられる」と身振り手振りを交えながら、終始嬉しそうに大はしゃぎの様子だった。タランティーノが脚本を手がけた『トゥルー・ロマンス』には、主人公と彼女がデートで本作を映画館で観ているシーンが登場する。リュは『仁義なき戦い 広島死闘篇』のDVDに千葉からサインをしてもらったが「今日はDVDを持って来られなかったのですが、千葉さんの『激突! 殺人拳』が本当に好きなんです。僕があまりにも見ているので、うちの子供たちもテーマ曲を口ずさむことができる。お会いできて光栄です」と喜びを語っている。
関根勤は「千葉真一さんが世界に飛び出すきっかけになったのが本作です」と評している。
劇団☆新感線の喜劇『直撃! ドラゴンロックシリーズ』に登場する剣轟天（橋本じゅん）は、主宰のいのうえひでのりが剣琢磨（千葉真一）に触発され、橋本の動きなどを織り交ぜて誕生したキャラクターである。